# 朱埈鏞
朱 埈鏞（チュ・チュンヨン、주 준용、1966年 - ）は、大韓民国・ソウル特別市出身の写真家。
1995年来日。以降広告・雑誌・ウェブの撮影を中心に活動中。翻訳・通訳・コーディネーターを兼ねた韓国での撮影も多い。東京・高円寺のギャラリーを兼ねたバー「写真BAR白&黒」オーナーでもある。

## 著書
- 「ソウルの食べ方歩き方～路地裏安食堂探検ガイド」（山と渓谷社）
- 「韓国陸軍　オレの912日」（彩流社）
- 「韓国徴兵　オレの912日」（講談社プラスα文庫）
- 「路地裏の激ウマごはん－韓国編」（シンコーミュージック・エンターテイメント）
- 「焼肉横丁を行く　コリアン・タウンのディープな歩き方」（彩流社）
- 「韓食のお店」監修（辰巳出版）
- 「ソウル路地裏チョンマルガイド」（JTBパブリッシング）